# Гра "Глобальна зміна"
«Глобальна зміна» (англ. Global Change Game) — це великомасштабна настільна гра, винайдена у Вінніпезі в грудні 1991 року групою студентів з Університету Манітоби, зокрема Робом Ельтмеєром. Полем для неї слугує «вручну розфарбована карта світу розміром з баскетбольний майданчик». Це симуляція, що передбачає дослідження, усвідомлення та вирішення глобальних проблем даного часу. 

## Процес гри
Велетенська карта світу викладається на землі. Участь в грі може брати до 70 осіб або й більше (залежно від розмірів приміщення). Кожен учасник у випадковому порядку закріплюється до одного з 10 регіонів світу: Північна Америка, Латинська Америка, Європа, Співдружність незалежних держав, Африка, Близький Схід, Індія, Південно-Східна Азія, Китай і Тихоокеанський регіон. Один гравець представляє в загалом 100 мільйонів людей. Кожен регіон має реальні активи та проблеми. Північна Америка, Європа та Тихоокеанський регіон є цілком забезпеченими, натомість Індія і Африка потерпають від бідності. Харчова підтримка, медичні заклади та рівень зайнятості розподілені, базуючись на відповідних реальних прикладах. Військова сила регіонів також віддзеркалює ту, що в реальному світі. Зазвичай проміжок часу однієї гри становить близько 30-40 років.
На початку гри троє ядерних держав відповідають на питання, чи бажають вони позбутись своєї ядерної зброї. Гравці, котрі не мають їжі, медичної допомоги чи роботи отримують по одному чорному браслету за кожен критерій, той, хто назбирує всі три браслети вважається мертвим. Країни також можуть заявляти про біженців, якщо жодна інша держава не надає їм притулку, вони гинуть у відкритому океані. Коли гра триває, посередники рухаються навколо, щоб визначити, чи є пропозиції вирішення певних проблем здійсненні чи ні, і нагороджують чи карають групи відповідно. Для прикладу погане управління довколишнім середовищем може призвести до голоду та епідемії. Посередники також оголошуватимуть випадкові проблеми через певний інтервал часу, варіюючи їх від виснаження озонового шару до глобального потепління.
На початку кожної гри обираються лідери, які мають керувати ввіреним їм регіоном. Вони отримують пальта, краватки та капелюхи для створення аури лідерства. До їхнього впливу входять фінанси, військова міць, а також вони можуть розпряджатись багатствами регіону так, як вважають за потрібне. Для перемоги гравець має бути лідером регіону та здобути найбільше багатство.
Лідери вирішують чи оголошувати війну: перемога визначається за воєнними здобутками. Як тільки один регіон перемагає, територія та активи того, хто програв переходять до переможця. Він може контролювати захоплені землі шляхом розміщення на них своїх військ. Ядерна війна знищує цілу популяцію.

## Питання
Перелік питань, що порушуються у грі виглядає таким чином:
- Голод
- Здоров'я та продукти харчування
- Сталий розвиток
- Міжнародні відносини
- Вирубка лісів
- Опустелювання території
- Методи ведення сільського господарства
- Споживання ресурсів
- Приріст населення
- Війна
- Забруднення
- Міжнародна торгівля
- Економічна нерівність
- Біорізноманіття
- Виснаження озонового шару
- Зміна клімату
- Альтернативні джерела енергії
- Гендерні питання
- Розподіл ресурсів
- Біженці і імміграція
- Географія
- Освіта

## Використання в дослідженнях
Дослідження 1994 року канадсько-американського психолога Боба Альтемеєра: 68 представників, які демонстрували високий рівень правого авторитаризму, грали у тригодинну «Глобальну зміну». Їхню гру порівняли з грою, в якій взяло участь 68 представників, котрі не були правими авторитаристами.
Гра, у яку грали другі завершилась світовим миром та розвиненою міжнародною співпрацею. Сім чоловіків та три жінки проголосило себе правлячою елітою та погодились зустрічатись на «Райському острові Тасманія» щоразу, коли назріває міжнародна криза. Три наддержави на початку погодилось на ядерне роззброєння, і жодних війн в ході гри не виникало. Коли вникла криза виснаження озонового шару, правляча еліта виділила значні кошти для вирішення проблеми шляхом використання технологій. Гра завершилась з 400 мільйонами померлих від хворіб та голоду в Індії та Африці, але Альтемеєр вважав її «насправді достатньо успішною порівняно з більшістю інших».
В симуляції, котру проводили праві авторитаристи, усі 8 ролей правлячої еліти відійшли чоловікам. Гра швидко перетворилась у воєнізовану, жодна з країн не погодилась на ядерне роззброєння. Вона розпочалась з того, що правляча еліта Близького Сходу вдвічі підняла ціни на нафту, а Радянський Союз вклав кошти в армію для вторгнення в Північну Америку. Північноамериканська еліта помстилась, використавши ядерну зброю та завершивши гру ядерною катастрофою. Коли таке трапляється в грі, посередники вимикають світло в кімнаті та пояснюють наслідки ядерної війни перед тим, як дати гравцям другий шанс, повертаючи ігровий годинник на два роки назад. Після цього Радянський Союз вторгся у Китай, замість Північної Америки, і ядерна війна залишалась загрозою до кінця гри. Африка і Азія розпались, витративши свої ресурси намагаючись купити членство в альянсах. До кінця гри 1,7 мільярдів людей померло. 
В обох іграх еліта мала змогу вивести кошти своїх країн на приватні рахунки, отримавши в кінці гри нагороду «Найбагатша людина світу». Еліта правих авторитаристів вивели на свої рахунки вдвічі більше коштів, ніж інша. В цьому Альтемеєр відзначив відмінність у результатах, а також той фактор, що авторитаристи схильні дбати більше про свої власні групи, ніж про інші. 